# 久令愛
久令愛（くれあ、2000年5月18日 - ）は、日本の女子プロレスラー。愛知県名古屋市出身。本名は塚田 久怜愛（つかだ くれあ）。PURE-J女子プロレス所属。血液型はA型。

## 所属
- PURE-J女子プロレス（2019年 - ）

## 経歴・戦歴
2019年
8月11日 PURE-J旗揚げ２周年記念興行にてKAZUKI戦でデビュー。
2022年
4月15日『後楽園ホール60周年還暦祭』に6人タッグマッチで出場。カノンから勝利を奪う。
8月11日 後楽園ホール大会で、梅咲遥を破り、プリンセス・オブ・プロレスリング王座（第26代）を獲得。
11月27日 大阪・生野区民センター大会で、AKARIと組み、ライディーン鋼＆SAKI組の持つデイリースポーツ認定女子タッグ王座に挑戦するも敗戦。
2023年
6月4日 板橋区立グリーンホール大会で、AKARIと組み、Leon＆高瀬みゆき組の持つデイリースポーツ認定女子タッグ王座に挑戦するも敗戦。
10月29日 板橋区立グリーンホール大会で、AKARIと組み、中森華子＆佐藤綾子組の持つデイリースポーツ認定女子タッグ王座に挑戦するも敗戦。
2024年
8月25日 板橋区立グリーンホール大会で、世羅りさの持つ、PURE-J認定無差別級王座に初挑戦するも敗戦。
12月15日 後楽園ホール大会で、AKARIと組み、Leon＆高瀬みゆき組を破りデイリースポーツ認定女子タッグ王座（第36代）を獲得。
2025年
2月2日 板橋区立グリーンホール大会で、ライディーン鋼の持つ、PURE-J認定無差別級王座に挑戦するも敗戦。

## 人物
・趣味は動画編集、映画、音楽鑑賞
・好きなアーティストは椎名林檎、女王蜂、原因は自分にある。
・好きな食べ物は肉、紅茶、酢、コーヒー

## 得意技
・飛びつき腕十字固め
・ユニバース・ジャーマン
・撃ち回し蹴り
・グレイス・ストレッチ

## 入場曲
Real／フリー楽曲（旧テーマ曲）
Blue Revolution／浜田麻里

## タイトル歴
PURE-J
- 第26代プリンセス・オブ・プロレスリング王座
- 第36代デイリースポーツ認定女子タッグ王座（パートナーはAKARI）